# Есперанза (Порторико)
Есперанза (шп. Esperanza) град је у америчкој острвској територији Порторико, острвској држави Кариба.

## Демографија
По попису из 2010. године број становника је 1.219, што је 127 (11,6%) становника више него 2000. године.
| Група             | 2000.         | 2010.         |
| Белци             | 18 (1,6%)     | 96 (7,9%)     |
| Афроамериканци    | 127 (11,6%)   | 350 (28,7%)   |
| Азијати           | 5 (0,5%)      | 2 (0,2%)      |
| Хиспаноамериканци | 1.070 (98,0%) | 1.117 (91,6%) |
| Укупно            | 1.092         | 1.219         |